# Compact Muon Solenoid
Koordinaten: 46° 18′ 34″ N, 6° 4′ 37″ O; CH1903: 495106 / 129583

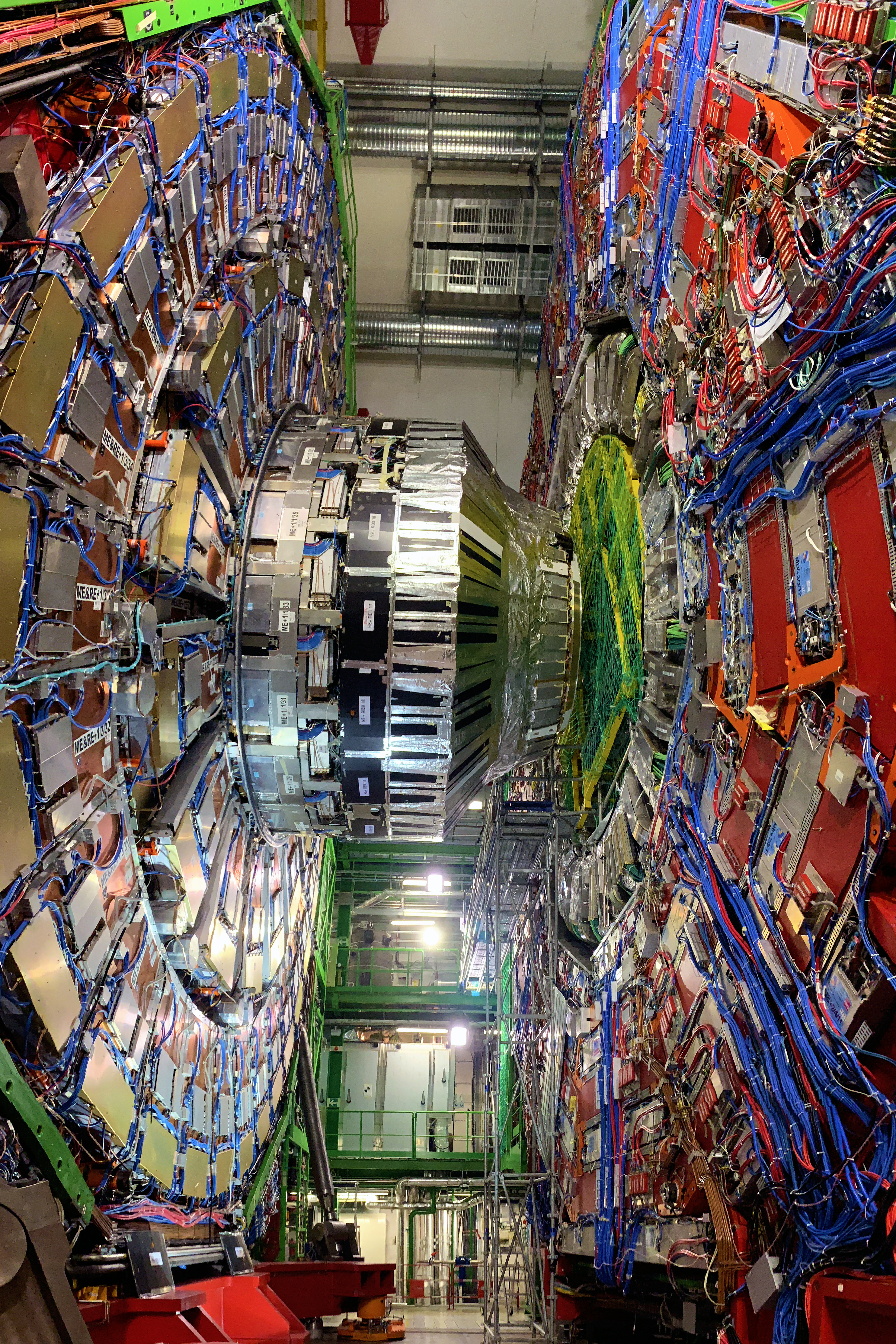
Compact-Muon-Solenoid Detektor am LHC

Das Compact-Muon-Solenoid-Experiment (CMS) ist ein Teilchendetektor am Large Hadron Collider (LHC) am CERN in der Schweiz. Der Standort des Experiments ist eine unterirdische Halle im Beschleunigerring bei Cessy in Frankreich.
Die Hauptziele des Experiments sind:
- die Entdeckung des Higgs-Bosons (erreicht[1]) und die Erforschung der Physik des Higgsbosons
- die Suche nach Hinweisen auf Supersymmetrie oder allgemein auf noch unbekannte Teilchen
- das Studium der Kollision schwerer Ionen.[2]

Die Gruppe umfasst mehr als 5800 Personen aus etwa 200 wissenschaftlichen Instituten weltweit.
Der Name des Detektors beschreibt sein Design:
- compact: seine relativ geringe Größe (Zylinderform, 21 m lang, 15 m Durchmesser, ca. 14.000 Tonnen)[4] im Vergleich zu den anderen Experimenten am LHC
- muon: seine Fähigkeit, Myonspuren besonders gut zu vermessen
- solenoid: seinen starken Solenoidmagneten (13 m lang, 6 m Durchmesser, Flussdichte der gekühlten supraleitenden Niob-Titan-Spule max. 4 Tesla).

Der Magnet ermöglicht – wie bei den meisten anderen Detektoren – die Bestimmung des Verhältnisses von Ladung zu Masse durch Messung der Krümmung der Teilchenspur im Magnetfeld, ähnlich wie bei einem Massenspektrometer.
Sprecher des Experiments ist zurzeit (2018) Joel Butler, zuvor waren es Tiziano Camporesi, Joe Incandela, Michel Della Negra, Tejinder Virdee und Guido Tonelli. 2012 war die CMS-Kollaboration zusammen mit der unabhängig arbeitenden zweiten großen Kollaboration ATLAS an der Entdeckung eines neuen Bosons beteiligt, dessen Messergebnisse mit dem Higgs-Boson kompatibel sind. Die genauen Eigenschaften müssen noch weiter erforscht werden.

## Aufbau

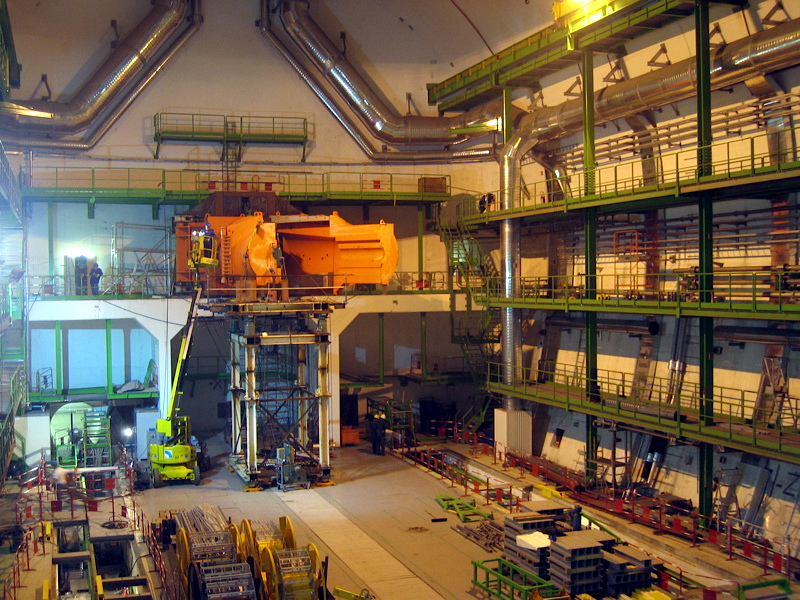
Kaverne für die Installation des Detektors

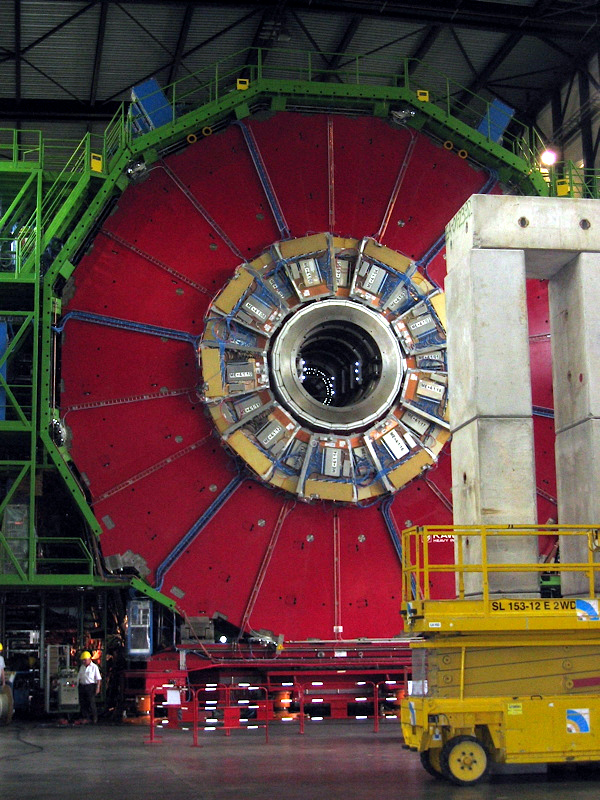
Endkappen des Eisenjochs des Detektormagneten

Der CMS-Detektor ist in mehreren Schichten aufgebaut, die eine präzise Vermessung aller bei den Proton-Kollisionen entstehenden Teilchen erlauben.
Von innen nach außen besteht der Detektor aus folgenden Komponenten:
- Einem Silizium-Pixeldetektor, d. h. einem Halbleiterdetektor, welcher sehr kleine Siliziumstrukturen zum Nachweis geladener Teilchen verwendet. Die Ortsauflösung liegt im Bereich von 0,01 mm.
- Einem Silizium-Streifendetektor, der genau wie der Pixeldetektor Silizium als Nachweismaterial benutzt, allerdings mit einer schlechteren – absolut aber immer noch sehr guten – Ortsauflösung von deutlich besser als 0,1 mm.
- Einem elektromagnetischen Kalorimeter mit Bleiwolframat-Kristallen zum Nachweis von Photonen und Elektronen (bzw. Positronen)
- Einem hadronischen Kalorimeter mit Messing-Platten, die sich mit Lagen von Szintillatoren abwechseln, um Hadronen wie Protonen, Pionen oder Kaonen vermessen zu können.
- In dem Rückführjoch der Magnetspule befinden sich Myon-Kammern, die speziell auf den Nachweis von Myonen ausgelegt sind.

## Zusammenbau
Der Detektor wurde zunächst weitgehend an der Oberfläche zusammengebaut und getestet und anschließend in Einzelteilen in die Kaverne herabgelassen. Das Herablassen der großen Teile wurde am 22. Januar 2008 abgeschlossen.
Die Substrukturen des Silizium-Spurdetektors wurden auf dem CERN-Gelände zusammengefügt und getestet. Der Transport nach Cessy wurde im Dezember 2007 durchgeführt.

## Physik mit dem CMS-Detektor
Mit dem CMS-Detektor wird das Standardmodell der Teilchenphysik überprüft und nach möglicher Physik jenseits des Standardmodells gesucht.

### Ursprung der Teilchenmassen
Da die elektroschwache Wechselwirkung eine Eichtheorie ist, sollten ihre Wechselwirkungsteilchen masselos sein. Tatsächlich wird aber bei W-Bosonen und Z-Bosonen eine Masse beobachtet. Eine mögliche Erklärung dafür ist der Higgs-Mechanismus. Die Teilchenmassen entstehen dabei durch die Kopplung an ein Higgs-Feld. Der gleiche Mechanismus kann auch allen anderen Teilchen eine Masse geben. Eine der Vorhersagen dieser Beschreibung ist die Existenz mindestens eines neuen Teilchens, des Higgs-Bosons. Die Kollaboration des CMS-Detektors hat zusammen mit der unabhängigen ATLAS-Kollaboration ein neues Teilchen entdeckt, das in allen gemessenen Eigenschaften mit den Vorhersagen für das Higgs-Boson übereinstimmt. Weitere Messungen werden die Eigenschaften genauer bestimmen und auch untersuchen, ob es das einzige solche Teilchen ist.

### Supersymmetrie
Möglicherweise existiert zu jedem bekannten Teilchen ein supersymmetrischer Partner, mit unterschiedlichem Spin und unterschiedlicher Masse, aber ansonsten ähnlicher Eigenschaften. Supersymmetrie würde einige offene Fragen der theoretischen Physik klären. Bislang (2015) wurden keine supersymmetrischen Partnerteilchen gefunden, die bisherigen Ausschlussgrenzen konnten jedoch stark verbessert werden.

### CP-Verletzung
CP-Verletzung ist ein Unterschied zwischen Materie und Antimaterie. Die bekannten Unterschiede sind zu klein, um zu erklären, wieso das Universum nur noch aus Materie besteht. Nach neuen Quellen von CP-Verletzung wird unter anderem bei der Untersuchung von B-Mesonen gesucht, aber auch bei Zerfällen des Higgs-Bosons und anderer Teilchen.

### Genauere Vermessung des Standardmodells
Das Standardmodell enthält mehrere freie Parameter, deren Werte nur experimentell ermittelt werden können. Dies sind insbesondere die Teilchenmassen. Dazu lassen sich einige Prozesse in Hadronen wie dem Proton nur schwer rein theoretisch beschreiben. Da der LHC Protonen zur Kollision bringt, ist ein Verständnis ihrer inneren Struktur wichtig. Messungen mit CMS helfen, die freien Parameter zu präzisieren und die Protonstruktur genauer zu beschreiben.

### Weitere Analysen
Neben den oben genannten Schwerpunkten wird allgemein nach neuen Dingen gesucht, beispielsweise hypothetische mikroskopische Schwarze Löcher, Gravitonen, schwerere angeregte Zustände bekannter Teilchen, oder noch unbekannte schwere Teilchen allgemein.